# Бреу-Бранку

Бреу-Бранку на карте штата.

Бреу-Бранку (порт. Breu Branco) — муниципалитет в Бразилии, входит в штат Пара. Составная часть мезорегиона Юго-восток штата Пара. Входит в экономико-статистический микрорегион Тукуруи. Население составляет 52 493 человека на 2010 год. Занимает площадь 3941,911 км². Плотность населения — 13,32 чел./км².

## История
Город основан 13 декабря 1991 года. 

## Демография
Согласно сведениям, собранным в ходе переписи 2010 г. Национальным институтом географии и статистики (IBGE), население муниципалитета составляет:
| Полное население                               | Полное население                               | Полное население                               | Полное население                               | 52 493 |
| ---------------------------------------------- | ---------------------------------------------- | ---------------------------------------------- | ---------------------------------------------- | ------ |
| в том числе:                                   | Городское население                            | 29 308                                         | Процент городского населения, %                | 55,83  |
|                                                | Сельское население                             | 23 185                                         | Процент сельского населения, %                 | 44,17  |
|                                                | Мужское население                              | 27 085                                         | Процент мужского населения, %                  | 51,60  |
|                                                | Женское население                              | 25 408                                         | Процент женского населения, %                  | 48,40  |
| Плотность населения, чел/км²                   | Плотность населения, чел/км²                   | Плотность населения, чел/км²                   | Плотность населения, чел/км²                   | 13,32  |
| Население муниципалитета в % к населению штата | Население муниципалитета в % к населению штата | Население муниципалитета в % к населению штата | Население муниципалитета в % к населению штата | 0,69   |

По данным оценки 2015 года, население муниципалитета составляет 61 222 жителя.

## Статистика
- Валовой внутренний продукт на 2003 год составляет 214 059 337,00 реалов (данные: Бразильский институт географии и статистики).
- Валовой внутренний продукт на душу населения на 2003 год составляет 5362,21 реалов (данные: Бразильский институт географии и статистики).
- Индекс развития человеческого потенциала на 2000 год составляет 0,665 (данные: Программа развития ООН).

## Важнейшие населенные пункты
| № | Населённый пункт          | Населённый пункт (порт.)   | Категория | Население чел. (2010) | На карте                       |
| - | ------------------------- | -------------------------- | --------- | --------------------- | ------------------------------ |
| 1 | Бреу-Бранку               | Breu Branco                | город     | 29 308                | 3°46′38″ ю. ш. 49°34′10″ з. д. |
| 2 | Назаре-дус-Патус          | Nazaré dos Patos           | поселок   | 1837                  | 3°26′44″ ю. ш. 49°36′10″ з. д. |
| 3 | Плакас                    | Placas                     | поселок   | 1427                  | 3°59′48″ ю. ш. 49°30′39″ з. д. |
| 4 | Муру                      | Muru                       | поселок   | 1102                  | 3°33′37″ ю. ш. 49°36′23″ з. д. |
| 5 | Нова-Жутаи                | Nova Jutaí                 | поселок   | 794                   | 3°25′16″ ю. ш. 49°35′19″ з. д. |
| 6 | Роса-Комприда             | Roça Comprida              | поселок   | 753                   | 3°31′12″ ю. ш. 49°33′11″ з. д. |
| 7 | Вила-Сан-Жуан             | Vila São João              | поселок   | 326                   | 3°46′33″ ю. ш. 49°23′59″ з. д. |
| 8 | Куатру-Бокас (Лополандия) | Quatro Bocas ou Lopolândia | поселок   | 175                   | 3°57′53″ ю. ш. 49°15′49″ з. д. |